# ロンドン・ガトウィック空港

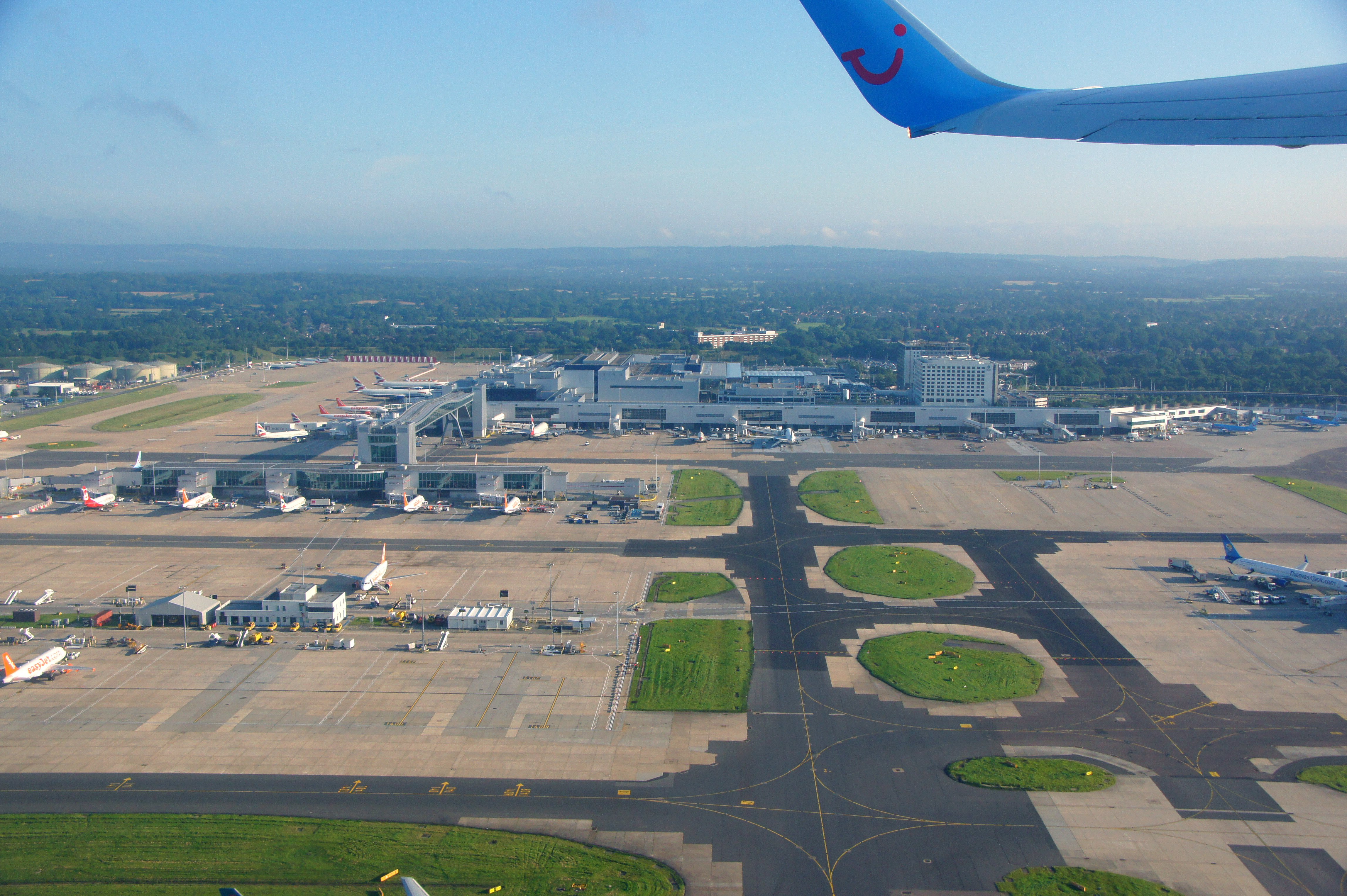
ガトウィック空港（南側から）

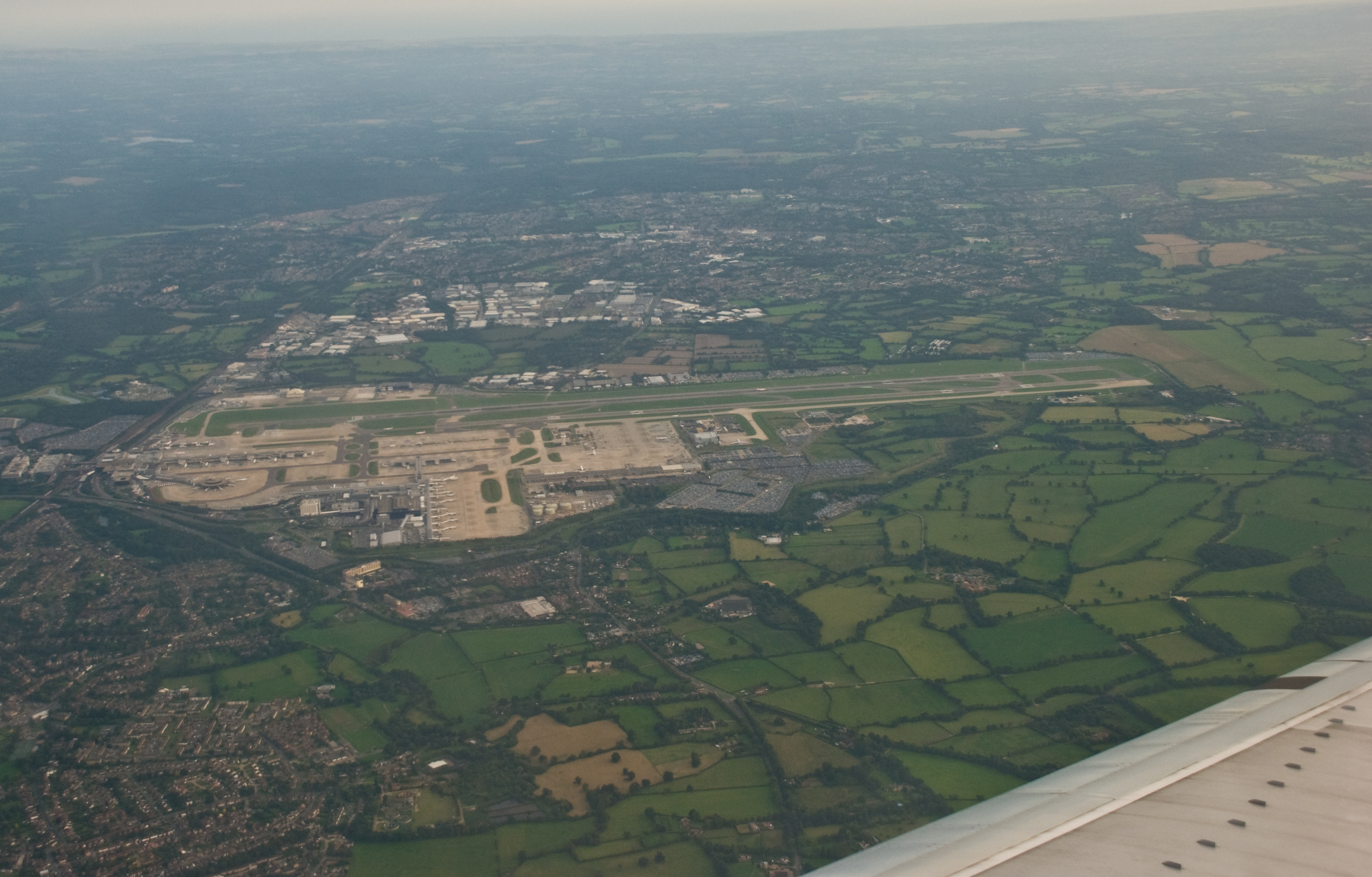
ガトウィック空港（北側から）

ロンドン・ガトウィック空港（ロンドン・ガトウィックくうこう）は、ロンドン中心部から南47.5km、ウェスト・サセックスクローリー中心から5km北に位置する、ロンドン・ヒースロー空港に次ぐイギリスで2番目に大きな空港である。

## 概要
毎時間最大55便が発着する世界最繁の単線滑走路を有し、総旅客数は世界37位、ヨーロッパ9位に達するヨーロッパ圏内有数の空港であり、2015年の旅客数は4027万人と2014年に比べて5.7%増加した。
国際線チャーター便は基本的にヒースロー空港を利用することができないため、多くの便が当空港から発着し、混雑に拍車をかけている。また、アメリカとイギリスを結ぶ路線の多くや新興乗り入れ会社の多くが、ヒースロー空港の発着枠割り当ての制限から当空港を利用している。
これを解消するために2本目の滑走路を建設することが提案されたが、騒音などの公害、それに移動に関する多くの問題から地元の強い反対があり、地元の議会と2019年まで2本目の滑走路を建設しないことが合意されている。なお、メインの滑走路08R/26Lに並行して存在する08L/26Rは、08R/26Lが使えないときなどのための緊急用滑走路であり、2本目の滑走路にあたるものではない。
かつてはブリティッシュ・カレドニアン航空やヴァージン・アトランティック航空、レイカー航空のハブ空港とされていたほか、ヒースロー空港の混雑から、新たにロンドンに乗り入れる国内外の航空会社の乗り入れも多い。なお、1990年代にロンドンに就航した全日本空輸は、ヒースロー空港の割り当ての制限から長く当空港を利用していた。

## 歴史
ガトウィックの名は19世紀までこの地にあった荘園の名前に由来するもので、1241年までその歴史を遡ることができる。1890年に荘園は競馬場に作り変えられ、第一次世界大戦中にはグランドナショナルを数回実施したこともある。
1930年に飛行機愛好家によりサリー・アエロ・クラブ (Surrey Aero Club) がガトウィックで発足し、競馬場の敷地の一部を利用して離着陸が行われていた。1933年に外部の投資家が競馬場を購入し、必要な設備を全て備えた完全な空港に作り変える計画を立てた。1936年、円形のターミナルビルが完成し、「蜂の巣」という愛称で呼ばれた。ターミナルビルから空港東側のガトウィック駅まで地下道が建設された。これによりロンドン・ヴィクトリア駅から飛行機まで天気を気にせず屋内を通って行くことができるようになった。航空相によりガトウィック空港からの商業飛行が認可され、ヨーロッパ大陸との定期便が運航された。
第二次世界大戦後にヒースロー空港とともにロンドンの玄関口として位置付けられ、1956年から1958年にかけて空港を一時閉鎖し、780万ポンドを投じて敷地の拡張と設備の近代化が行われた。空港北側の競馬場が拡張用地に充てられた。円形ターミナルは滑走路の南側にあったが、新ターミナルが北側に建設された。待合室からボーディング・ブリッジを通って直接飛行機に乗り込めるように設計された。新ターミナルに合わせて駅の移設も行われ、駅名をガトウィック空港駅に改称した。旧ターミナルは保存されている。
1969年1月5日、フランクフルト空港からガトウィック空港に着陸しようとしたアリアナ・アフガン航空701便のボーイング727が操縦ミスにより滑走路端から約2.5 kmの住宅街に墜落する事故があった。この事故で乗客乗員62名のうち48名が死亡し、さらに地上の住民2名が犠牲になった。
1986年、ガトウィック空港を保有・運営していたイギリス空港公団が民営化し、BAAとなる。
1988年、新ターミナルが開業し、「北ターミナル」と命名された。従来のターミナルは「南ターミナル」となった。
2009年3月、英国の独占禁止行政当局が、英国内の主要空港間の公正な競争を促進させるため空港の売却をBAAに命じた。これに応じ空港は12月に米投資グループのグローバル・インフラストラクチャー・パートナーズ(GIP) に15億1,000万ポンドで売却された。なお、GIPはロンドン・シティ空港も運営している。
2010年2月、GIPは一部の株をアブダビ投資庁と韓国年金基金とにそれぞれ売却した。ただし、運営権はGIPが持ち続けている。
2014年3月時点、経営権比率は以下の通り
| Owner                                                | Shares |
| ---------------------------------------------------- | ------ |
| グローバル ・ インフラストラクチャー ・ パートナーズ | 41.95% |
| オーストラリア未来基金                               | 17.23% |
| アブダビ投資庁                                       | 15.9%  |
| カルパース                                           | 12.78% |
| 韓国国民年金公団                                     | 12.14% |

## 交通統計
2015年に、年間4000万人以上を処理する世界初の単一滑走路の空港となった。2016年までで、イージージェットは総乗客の約半分を占めている。

### 最繁路線
| 順位      | 空港                                           | 旅客数    | % 増減 2014 / 15 |
| --------- | ---------------------------------------------- | --------- | ---------------- |
| 1         | バルセロナ＝エル・プラット空港                 | 1,338,598 | 6                |
| 2         | ダブリン空港                                   | 1,083,542 | 9                |
| 3         | マラガ＝コスタ・デル・ソル空港                 | 1,041,356 | 1                |
| 4         | アムステルダム・スキポール空港                 | 977,713   | 15               |
| 5         | アドルフォ・スアレス・マドリード＝バラハス空港 | 906,550   | 26               |
| 6         | ドバイ国際空港                                 | 866,101   | 12               |
| 7         | ジュネーヴ空港                                 | 844,939   | 3                |
| 8         | アリカンテ＝エルチェ空港                       | 760,840   | 1                |
| 9         | ファロ空港                                     | 749,514   | 5                |
| 10        | テネリフェ・スール空港                         | 739,089   | 1                |
| 11        | オーランド国際空港                             | 737,221   | 5                |
| 12        | フィウミチーノ空港                             | 726,151   | 10               |
| 13        | コペンハーゲン空港                             | 724,417   | 1                |
| 14        | パルマ・デ・マヨルカ空港                       | 710,848   | 3                |
| 15        | エディンバラ空港                               | 672,948   | 3                |
| 16        | ヴェネツィア・テッセラ空港                     | 657,709   | 11               |
| 17        | ジャージー空港                                 | 649,377   | 7                |
| 18        | コート・ダジュール空港                         | 649,357   | 4                |
| 19        | グラスゴー国際空港                             | 612,497   | 0                |
| 20        | ミラノ・マルペンサ空港                         | 528,232   | 4                |
| 統計：CAA |                                                |           |                  |

### 旅客数
|              |
| 2016/4/3更新 |

|           | 旅客数     | ％増減 | 発着数  | 輸送量 (トン) |
| --------- | ---------- | ------ | ------- | ------------- |
| 2000      | 32,068,540 | –      | 260,859 | 318,905       |
| 2001      | 31,181,770 | 02.8%  | 252,543 | 280,098       |
| 2002      | 29,627,420 | 05.0%  | 242,379 | 242,519       |
| 2003      | 30,005,260 | 01.3%  | 242,731 | 222,916       |
| 2004      | 31,466,770 | 04.9%  | 251,195 | 218,204       |
| 2005      | 32,775,695 | 04.2%  | 261,292 | 222,778       |
| 2006      | 34,163,579 | 04.2%  | 263,363 | 211,857       |
| 2007      | 35,216,113 | 03.1%  | 266,550 | 171,078       |
| 2008      | 34,205,887 | 02.9%  | 263,653 | 107,702       |
| 2009      | 32,392,520 | 05.3%  | 251,879 | 74,680        |
| 2010      | 31,375,290 | 03.1%  | 240,500 | 104,032       |
| 2011      | 33,674,264 | 07.3%  | 251,067 | 88,085        |
| 2012      | 34,235,982 | 01.7%  | 246,987 | 97,567        |
| 2013      | 35,444,206 | 03.5%  | 250,520 | 96,724        |
| 2014      | 38,103,667 | 07.5%  | 259,692 | 88,508        |
| 2015      | 40,269,087 | 05.7%  | 267,760 | 73,371        |
| 統計：CAA |            |        |         |               |

## ターミナル

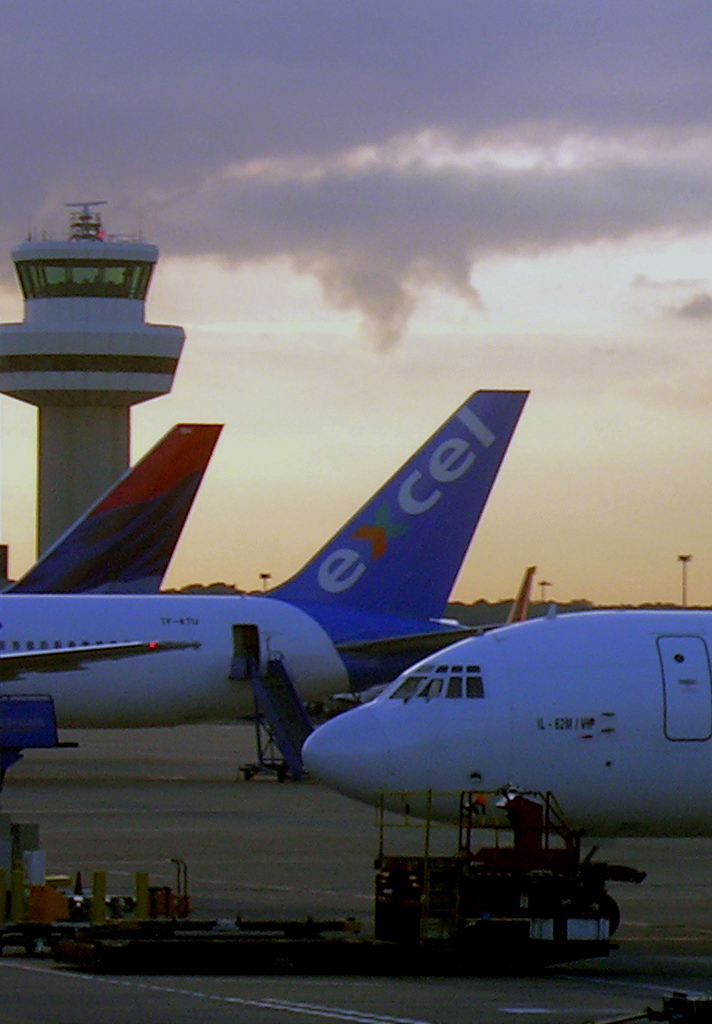
管制塔を望む空港の夕焼け

南ターミナルは98000平方メートル、北ターミナルは160,000平方メートル、ガトウィック空港駅に直結しているのは南ターミナルのみで、北ターミナルには自動運転の新交通システム「ガトウィック空港トランジット」に乗って1.2kmを移動する。
共にバリアフリー対応済みであり、販売店や飲食店、ベビールームや子供向けゲームセンター、出張者用ラウンジなど配置されている。

### 航空会社再配置
7年間の戦略的商業パートナーシップの一環としてイージージェットと合意し、各航空会社のターミナル位置や割当数変更を検討している。同提案ではイージージェットがターミナル一元管理しブリティッシュ・エアウェイズとヴァージン・アトランティック航空が場所を交換する内容であり、これにより運営効率が向上し北ターミナル全体の繁忙時における搭乗手続き、警備、搭乗待合室、エプロン (飛行場)などの負担軽減につながる他、ブリティッシュ・エアウェイズの長距離便利用者が北に移ることでイージージェットと発着時間帯が競合することなく混雑が解消すると予想している。
ブリティッシュ・エアウェイズは2016年11月に南ターミナルに全便移動すると2015年1月に発表したが、実際には2016-17年のクリスマスシーズンの混乱を回避し、2017年2月の長期休校期間に備え全当事者が不測の事態の対処に十分な時間を与えるために、
2017年1月25日までの移転延期を2016年2月に決定した。

### 北ターミナル
1988年にエリザベス2世臨席のもと開業した。1980年代、ロンドン以南における最大の建設プロジェクトであった。1991年に拡張され、さらに2005年の改修でサテライト方式のピア6がオープンした。ピア6はメイン・ターミナルと誘導路をまたぐ陸橋によって結ばれており、この陸橋から空港を一望できる。

### 南ターミナル
1956年から1958年にかけてメイン・ターミナルとピア2が建設された。1962年にピア1とピア3が増築された。1983年にはピア3の改築が行われて先端が円形になった。1985年にはピア2が広範囲にわたり改築された。その後、ピア1が解体されて作り替えが行われ、形状が全く違う建物になっている。

## 就航航空会社
2024年5月現在。

### North Terminal（北ターミナル）
※ ◎印はワンワールド加盟航空会社、△印はスカイチーム加盟航空会社、☆印はスターアライアンス加盟航空会社。太字は本空港を拠点とする航空会社。
なお、イージージェット及びTUIエアウェイズはターミナルを跨いだ運用がなされているため、本項では便宜上後述するSouth Terminalに統一して全路線を記す。
| 航空会社                   | 就航地                                                            |
| -------------------------- | ----------------------------------------------------------------- |
| 中国国際航空 ☆             | 北京/首都（2024年06月01日運航再開予定）、上海/浦東                |
| モーリシャス航空           | モーリシャス                                                      |
| エア・トランザット         | モントリオール/トルドー、トロント/ピアソン 季節便: ケベックシティ |
| アゼルバイジャン航空       | バクー                                                            |
| 中国東方航空 △             | 上海/浦東                                                         |
| デルタ航空 △               | 季節便: ニューヨーク/JFK                                          |
| イージージェット           | （一部路線を運航） 詳細はSouth Terminalを参照                     |
| エミレーツ航空             | ドバイ/国際                                                       |
| エチオピア航空 ☆           | アディスアベバ                                                    |
| フリーバード航空           | 季節便: アンタルヤ                                                |
| アイスランド航空           | レイキャビク                                                      |
| ジェットブルー航空         | 季節便: ボストン、ニューヨーク/JFK                                |
| ルフトハンザドイツ航空 ☆   | フランクフルト（2024年06月30日運航終了予定）                      |
| カタール航空 ◎             | ドーハ                                                            |
| ロイヤル・エア・モロッコ ◎ | カサブランカ 季節便: タンジェ                                     |
| サウディア △               | ジェッダ                                                          |
| スイス国際航空 ☆           | 季節便: ジュネーヴ、チューリッヒ                                  |
| TUIエアウェイズ            | （一部路線を運航） 詳細はSouth Terminalを参照                     |
| ウエストジェット航空       | 季節便: ハリファックス、セントジョンズ                            |
| ケニア航空 △               | ナイロビ                                                          |

### South Terminal（南ターミナル）
※ ◎印はワンワールド加盟航空会社、△印はスカイチーム加盟航空会社、☆印はスターアライアンス加盟航空会社。太字は本空港を拠点とする航空会社。
なお、イージージェット及びTUIエアウェイズはターミナルを跨いだ運用がなされているため、本項では便宜上South Terminalに統一して全路線を記す。
| 航空会社                                      | 就航地 |
| --------------------------------------------- | --- |
| エーゲ航空 ☆                                  | 季節便: アテネ |
| エア・アラビア・モロッコ                      | タンジェ |
| エア・バルティック                            | リガ、タリン |
| エア・ヨーロッパ △                            | マドリード |
| エア・インディア ☆                            | アフマダーバード、アムリトサル、ゴア/モパ、コーチ、ベンガルール |
| エア・ピース                                  | ラゴス |
| アトランティック・エアウェイズ                | 季節便: ヴォーアル（2024年06月01日運航開始予定） |
| オーリニー・エア・サービス                    | ガーンジー |
| アゾレス航空                                  | 季節便: ポンタ・デルガダ（2024年06月04日運航開始予定） |
| BHエア                                        | 季節便: ブルガス、ソフィア |
| ブリティッシュ・エアウェイズ ◎ （通年運航便） | 英国国内線: グラスゴー、ジャージー（2024年05月23日運航再開予定） 欧州: アリカンテ、アムステルダム、ボルドー、ダブリン（2024年05月20日運航再開予定）、ドゥブロブニク、ファロ、フンシャル（2024年10月27日運航開始予定）、グラン・カナリア、ランサローテ、マラガ、マルタ、ニース、パルマ・デ・マヨルカ、ポルト、ザルツブルク、セビリア、テネリフェ/スール、トリノ、ヴェローナ アフリカ: アクラ、アガディール、アルジェ、マラケシュ、モーリシャス アジア: イスラマバード（2024年10月27日運航開始予定） 南北アメリカ: アンティグア、アルバ、カンクン、ジョージタウン、グレナダ、キングストン、ニューヨーク/JFK、オーランド、ポート・オブ・スペイン、プンタ・カーナ、セントキッツ、セントルシア、タンパ、トバゴ島 |
| ブリティッシュ・エアウェイズ ◎ （季節運航便） | 英国国内線: エディンバラ（2024年05月26日運航再開予定） 欧州: バーリ、カリャリ、カターニア、コルフ島、フエルテベントゥラ、ジュネーヴ、グルノーブル、イラクリオン、イビサ、インスブルック、コス島、リヨン、メノルカ、モンペリエ、ミコノス島、パフォス、ロドス、サントリーニ、テッサロニキ アフリカ: ケープタウン、シャルム・エル・シェイク 中東: アンタルヤ、ダラマン アジア: バンコク/スワンナプーム（2024年10月28日運航開始予定） 南北アメリカ: ラスベガス、サンホセ (コスタリカ)、バンクーバー |
| 中国南方航空                                  | 広州、鄭州 |
| コレンドン航空                                | 季節便: アンタルヤ、ダラマン、イラクリオン |
| クロアチア航空 ☆                              | 季節便: スプリット |
| イースタン・エアウェイズ                      | ニューキー |
| イージージェット （通年運航便）               | （North Terminal発着路線も表記） 英国国内線: アバディーン、ベルファスト/シティ、ベルファスト/国際、エディンバラ、ジブラルタル、グラスゴー、インヴァネス、マン島、ジャージー 西欧: アムステルダム、ボルドー、リヨン、マルセイユ、モンペリエ、ナント、ニース、パリ/ド・ゴール、レンヌ、トゥールーズ 中欧: バーゼル/ミュールーズ、ベルリン、ジュネーヴ、ハンブルク、インスブルック、ミュンヘン、チューリッヒ 南欧: アリカンテ、アルメリア、バルセロナ、バーリ、ベルガモ、ビルバオ、ボローニャ、カターニア、ファロ、フエルテベントゥラ、フンシャル、グラン・カナリア、ランサローテ、リスボン、マドリード、マラガ、マルタ、ミラノ/リナーテ、ミラノ/マルペンサ、ムルシア、ナポリ、オルビア、パルマ・デ・マヨルカ、ピサ、ポルト、ローマ/フィウミチーノ、セビリア、テネリフェ/スール、トリノ、バレンシア、ヴェネツィア、ヴェローナ 東欧: アテネ、ブダペスト、クラクフ、ラルナカ、リュブリャナ、パフォス、プラハ、ソフィア、テッサロニキ 北欧: アークレイリ、コペンハーゲン 中東: アンタルヤ、ダラマン アフリカ: アガディール、エンフィダ、フルガダ、マラケシュ、シャルム・エル・シェイク |
| イージージェット （季節運航便）               | （North Terminal発着路線も表記） 西欧: バスティア、ビアリッツ、カルヴィ、フィガリ、グルノーブル、ラ・ロシェル、トゥーロン 中欧: フリードリヒスハーフェン、ザルツブルク 南欧: アンコーナ、ブリンディジ、カリャリ、イビサ、メノルカ、パレルモ、サレルノ（2024年07月13日運航開始予定）、サンティアゴ・デ・コンポステーラ 東欧: ブルガス、ハニア、コルフ島、ドゥブロブニク、イラクリオン、カラマタ、ケファロニア、コス島、ミコノス、プレヴェザ、プーラ、ロドス、サントリーニ、スキアソス、スプリット、ティヴァト、ザダル、ザキントス 北欧: キッティラ、レイキャビク、ロヴァニエミ 中東: ボドルム、イズミル |
| エンター・エア                                | コルフ島、リムノス島、プレヴェザ |
| フライアルビール                              | アルビール（2024年05月31日運航開始予定） |
| イベリア・エクスプレス ◎                      | マドリード |
| ITAエアウェイズ △                             | ローマ/フィウミチーノ（2024年06月01日運航開始予定） |
| KMマルタ航空                                  | マルタ |
| ノース・アトランティック航空                  | ラスベガス（2024年09月12日運航開始予定）、ロサンゼルス、マイアミ、ニューヨーク/JFK、オーランド 季節便: ケープタウン（2024年10月28日運航開始予定） |
| ノルウェー・エアシャトル                      | ベルゲン、コペンハーゲン、ヨーテボリ、ヘルシンキ、オスロ、スタヴァンゲル、ストックホルム、トロンハイム 季節便: ロヴァニエミ（2024年12月02日運航再開予定）、トロムソ |
| ヌーベルエア                                  | チュニス |
| ライアンエアー                                | アリカンテ、コーク、ダブリン、シャノン |
| シンガポール航空 ☆                            | シンガポール（2024年06月22日運航開始予定） |
| スカイ・エクスプレス (ギリシャ)               | アテネ |
| スカイ・アルプス                              | ボルツァーノ |
| サンエクスプレス                              | アンタルヤ 季節便: ダラマン、イズミル |
| TAPポルトガル航空 ☆                           | リスボン、ポルト |
| TUIエアウェイズ （通年運航便）                | （North Terminal発着路線も表記） アガディール、ボア・ヴィスタ、カンクン、エンフィダ、フエルテベントゥラ、グラン・カナリア、フルガダ、ランサローテ、ラ・パルマ島、マラガ、マラケシュ、モンテゴ・ベイ、プンタ・カーナ、サル島、シャルム・エル・シェイク、テネリフェ/スール |
| TUIエアウェイズ （季節運航便）                | （North Terminal発着路線も表記） 欧州: アリカンテ、シャンベリ、ハニア、コルフ島、ドゥブロブニク、ファロ、フランクフルト、ジュネーヴ、ジローナ、イラクリオン、イビサ、インスブルック、イヴァロ、ヘレス・デ・ラ・フロンテーラ、カヴァラ、ケファロニア、キッティラ、コス島、クーサモ、ラメーツィア・テルメ、ラルナカ、メノルカ、ナポリ、オルビア、オスロ、パルマ・デ・マヨルカ、パフォス、ポルト・サント島、プレヴェザ、プーラ、レウス、レイキャビク、ロドス、ロヴァニエミ、ザルツブルク、サラエボ、サモス島、スキアソス、ソフィア、スプリット、テッサロニキ、トゥールーズ、トリノ、ヴェローナ、ザキントス アフリカ: バンジュール、ダカール、ルクソール（2024年11月07日運航開始予定）、マルサ・アラム 中東: アンタルヤ、ボドルム、ダラマン、イズミル アジア: ゴア/モパ、プーケット 南北アメリカ: バルバドス、リベリア (コスタリカ)、メルボルン/オーランド |
| チュニスエア                                  | チュニス |
| ターキッシュ エアラインズ ☆                   | イスタンブール 季節便: アンタルヤ、ボドルム |
| ウズベキスタン航空                            | タシケント |
| ボロテア                                      | ストラスブール |
| ブエリング航空                                | ア・コルーニャ、アストゥリアス、バルセロナ、ビルバオ、フィレンツェ、グラン・カナリア、マラガ、パリ/オルリー、ローマ/フィウミチーノ、サンティアゴ・デ・コンポステーラ、セビリア、バレンシア 季節便: アリカンテ、グラナダ、ランサローテ |
| ウィズエアー                                  | アンタルヤ、アテネ、ブカレスト、ブダペスト、イスタンブール、クラクフ、ラルナカ、マラガ、ミラノ/マルペンサ、ナポリ、ニース、プラハ、ローマ/フィウミチーノ、テルアビブ、ヴェネツィア、ウィーン 季節便: アガディール、カターニア、ダラマン、ファロ、グルノーブル、フルガダ、リヨン、マラケシュ、ポドゴリツァ、シャルム・エル・シェイク |